# Scurta (okręg Bacău)
Scurta – wieś w Rumunii, w okręgu Bacău, w gminie Orbeni. W 2011 roku liczyła 1793 mieszkańców.